# ورزشگاه یادبود جان ایلخان
ورزشگاه یادبود جان ایلهان (انگلیسی: John Ilhan Memorial Reserve) یک ورزشگاه فوتبال در ملبورن استرالیا است. این ورزشگاه مخصوص باشگاه فوتبال هیوم سیتی می‌باشد.